# György Pálfi
György Pálfi (ur. 11 kwietnia 1974 w Budapeszcie) – węgierski reżyser, scenarzysta i producent filmowy. 

## Życiorys
Za swój debiut fabularny Czkawka (2002) zdobył Europejską Nagrodę Filmową dla odkrycia roku. Jego kolejny film Taxidermia (2006) miał swoją premierę w sekcji "Un Certain Regard" na 59. MFF w Cannes. Obydwa filmy były oficjalnymi węgierskimi kandydatami do Oscara dla najlepszego filmu nieanglojęzycznego. Swobodne opadanie (2014) doceniono zaś na MFF w Karlowych Warach, gdzie obraz zdobył trzy nagrody, w tym za najlepszą reżyserię.